# خیم و خرد فرخ‌مرد
خیم و خرد فرخ مرد کتاب و اندرزنامه‌‌ای از زمان ساسانیان است. متن آن با ذکر خصوصیات فرخ مرد یا مرد سعادتمند آغاز می‌گردد و در چند مورد در متن از خیم و خرد سخن می‌رود. در بند ۳ سخن از مرد پاک صاحب تمیز است و در بند ۶ مرد زیرک دانا ستایش شده‌ است. اندرزهایی که در متن آمده‌ است، از نوع اندرزهای تجربی است و صبغه دینی آن بسیار کم است. در این متن توجه خاصی به خِرَد شده و قطعه شعری قافیه‌دار در ستایش آن در میان متن آمده است که نمونه‌ای کمیاب از اشعار در زبان پارسی میانه است. این متن از نظر کاربرد تشبیهات بسیار و زبان شاعرانه و واژه‌های کمیاب متمایز از دیگر اندرزنامه‌های پهلوی است و شاید کهن‌ترین نوشته‌ای باشد که از رسمِ پهلوانان زورخانه‌ها و سنت شلوار پوشیدن خاص آن‌ها سخن می گوید و ریشۀ آیین عیاری در ایران پیش از اسلام را می نمایاند. شباهت‌هایی میان این متن و بخش نخست اندرز بهزاد فرخ دیده می‌شود. متن این اندرزنامه در مجموعهٔ متون پهلوی به چاپ رسیده و به فارسی نیز ترجمه شده است.